# Puncturella antillana
Puncturella antillana är en snäckart som beskrevs av Farfante 1947. Puncturella antillana ingår i släktet Puncturella och familjen nyckelhålssnäckor. Inga underarter finns listade i Catalogue of Life.